# Spiritbox
Spiritbox — канадская метал-группа из Виктории, Британская Колумбия. Дуэт мужа и жены, гитариста Майка Стрингера и вокалистки Кортни ЛаПланте, основал Spiritbox в 2017 году. Музыкальный стиль группы трудно отнести к определённому жанру метал-музыки, и он представляет собой множество стилей, включая электронную музыку.
ЛаПланте и Стрингер были неудовлетворены своим участием в группе Iwrestledabearonce и решили покинуть её и основать Spiritbox в поисках творческой свободы. Вдвоём они выпустили дебютный мини-альбом Spiritbox (2017), за которым последовал второй EP Singles Collection (2019) с полным составом группы. Spiritbox разработали подход к созданию фан-базы, ориентированный на Интернет, и представляли свою музыку через популярные музыкальные клипы. Группа продолжала набирать популярность благодаря нескольким синглам, которые попали в чарты Billboard, прежде чем выпустить свой дебютный альбом Eternal Blue (2021), который вошел в Billboard 200 США под номером тринадцать. В настоящее время их музыка выпускается на собственном лейбле Pale Chord в рамках партнёрства с Rise Records.

## История

### 2015—2019: формирование и ранние годы
До того, как основать Spiritbox, вокалистка Кортни ЛаПланте и гитарист Майк Стрингер играли в группе Iwrestledabearonce. Пара, находившаяся тогда в помолвке четыре года, тем не менее хотела создать свой совместный музыкальный проект с 2011 года. В конце 2015 года они решили покинуть группу. ЛаПланте и Стрингер выступали в качестве замены предыдущим участникам Iwrestledabearonce, и им никогда не нравился этот статус в группе; дуэт также хотели следовать новому личному и творческому направлению. Пара решила сделать перерыв в гастролях и вернуться в родной город, чтобы найти постоянную работу. В течение 2015 года Стрингер представил ЛаПланте демоверсии песен, которые он усердно создавал, демонстрируя разные музыкальные стили. ЛаПланте и Стрингер поженились в 2016 году, а через две недели после свадьбы начали вкладывать деньги в запись песен. Стрингер написал партии ударных для запланированного мини-альбома, которые были исполнены их сессионным барабанщиком в то время, бывшим коллегой по группе Iwrestledabearonce Майки Монтгомери. Мини-альбом был записан ЛаПланте и Стрингером в их домашней студии вместе со своим другом Тимом Кревистоном. Сведение и мастеринг осуществил Дэн Браунштейн в Лос-Анджелесе.
9 октября 2017 года дуэт объявил о создании своей группы под названием Spiritbox. Spiritbox образовалась в Виктории, расположенном на острове Ванкувер в Британской Колумбии. ЛаПланте объяснила, что Iwrestledabearonce не делала никаких заявлений относительно их положения в группе, и, таким образом, она официально подтвердила свой уход из группы 25 октября 2017 года. В конечном итоге Spiritbox получил бюджет от FACTOR (Фонд помощи канадским талантам в звукозаписи), финансируемый правительством Канады и частными радиовещательными компаниями, для финансирования, необходимого для записи и предстоящий гастролей. Под именем Spiritbox 27 октября 2017 года пара выпустила одноименный дебютный мини-альбом из семи песен, за которым последовал сингл «The Beauty of Suffering». Вскоре после этого проект был приостановлен на некоторое время, поскольку их попытки сыграть песни в живую без других музыкантов зашли в тупик.
В 2018 году Билл Крук из поп-панк-группы Living with Lions присоединился к группе в качестве постоянного басиста. Вскоре после этого они нашли замену барабанщику в лице Райана Лёрке, который также играл в группе Shreddy Krueger из Келоуны. Джейсон Маго, бывший менеджер Iwrestledabearonce, основал лейбл Pale Chord, который распространялся через The Orchard для выпуска музыки Spiritbox. Маго (сотрудник Roc Nation) и группа решили продвигать и создавать онлайн-музыку, а не тратить деньги на небольшие клубные туры. В результате они решили не гастролировать в течение двух лет. В то время как у Spiritbox росло число поклонников, 26 апреля 2019 года они выпустили мини-альбом из пяти песен под названием Singles Collection на лейбле Pale Chord. В течение 2018 и 2019 годов группа написала большую часть песен для своего предполагаемого дебютного полноформатного альбома.

### 2020—настоящее время:Eternal Blue
Лёрке покинул группу в 2020 году. Впоследствии группа наняла барабанщика из Филадельфии Зева Роуза (полная фамилия Розенберг), который на двенадцать лет моложе ЛаПланте и на пятнадцать лет моложе Крука. По состоянию на конец 2021 года Роуз не фотографировался с группой, что привело к предположениям, что он не является официальным участником, хотя ЛаПланте объяснила, что это произошло из-за ограничений на поездки во время пандемии COVID-19, которые не позволили Роузу физически присоединиться к группе в Виктории. В конце концов они лично встретились с Роузом за два дня до того, как группа отправилась с ним в свой первый тур.
Производство альбома и его выпуск, запланированный на апрель 2020 года, были прерваны из-за пандемии COVID-19. Spiritbox добились критического и коммерческого успеха с выпуском сингла «Holy Roller» в июле 2020 года. Он дебютировал на 25-м месте в Billboard Hot Hard Rock Songs. Оригинальная версия песни семь недель занимала первое место в хит-параде Liquid Metal Devil's Dozen радио Sirius XM и была признана слушателями радиостанции лучшей песней 2020 года. В сентябре 2020 года Spiritbox объявили о подписании контракта с Rise Records в рамках партнерства лейбла с Pale Chord. Впоследствии в октябре группа выпустила ремикс на «Holy Roller», в котором участвовал Рё Киносита из Crystal Lake. Ремикс-версия «Holy Roller» провела пять недель под номером 2 в чарте Liquid Metal Devil's Dozen Sirius XM. В декабре 2020 года Spiritbox представили «Constance», песню о слабоумии, посвященную бабушке ЛаПланте. В том же месяце по опросу журнала Kerrang! Spiritbox была признана «Лучшей новой группой».
В январе 2021 года Revolver включил предстоящий релиз Spiritbox в свой список «60 самых ожидаемых альбомов 2021 года». В этот момент группа переехала в Джошуа-Три, штат Калифорния, чтобы продолжить работу над своим дебютным альбомом. Третий сингл с альбома «Circle with Me» вышел в апреле. В мае ЛаПланте впервые появилась на обложке крупного журнала, майского номера Kerrang!, позже в том же месяце группа выпустила сингл «Secret Garden», который попал в топ-40 чарта Billboard Mainstream Rock. В июне 2021 года в рамках своей серии Collection: Live Музей Грэмми попросил Spiritbox исполнить и записать живую акустическую версию «Constance» в церкви в сопровождении струнного ансамбля. Последний сингл «Hurt You» был выпущен перед выходом альбома в конце августа.
В конце августа 2021 года количество прослушиваний песен группы превысило 80 миллионов прослушиваний на всех глобальных потоковых платформах, а все физические релизы и мерчандайз были распроданы. Размышляя в ожидании выпуска альбома, Alternative Press, Kerrang! и Metal Hammer назвали его «самым ожидаемым дебютным альбомом 2021 года». Альбом был выпущен 17 сентября 2021 года и получил положительные отзывы критиков. ЛаПланте сказала, что считает Eternal Blue «наконец-то, в возрасте 32 лет, реализацией моего истинного голоса». Eternal Blue занял 13-е место в американском чарте Billboard 200. Альбом занял 3-е место в чарте продаж лучших альбомов за неделю. Он возглавил чарты Billboard Top Rock Albums и Hard Rock Albums. Альбом занял 8-е место в ARIA Charts и 19-е место в UK Albums Chart. По данным Pollstar, официальный магазин товаров Spiritbox собрал 1 миллион долларов с момента открытия в мае 2020 года по октябрь 2021 года, при этом ежемесячно приходило от 30 000 до 60 000 долларов.
22 мая 2022 года Spiritbox объявили об уходе басиста Билла Крука. Решение было обоюдным. Коллектив быстро нанял в качестве временного гастролирующего басиста Джоша Гилберта, который недавно покинул As I Lay Dying.
22 июня 2022 года группа выпустила мини-альбом Rotoscope, состоящий из трёх треков.

## Музыкальный стиль и влияния
Spiritbox использует элементы нескольких метал-направлений. В своей статье для Metal Injection Макс Морин писал, что попытки отнести группу к какому-либо конкретному музыкальному стилю «бессмысленны». Критики описали их стиль как металкор, постметал, джент, прогрессивный метал и альтернативный метал. Их также называют «пост-металкор». Бобби Оливье из Billboard написал, что группа демонстрирует аспекты, варьирующиеся от эмбиента до индастриала. Эли Энис из Revolver описала музыкальный стиль группы как аранжировку «альтернативного металла с элегантным вокалом и громоподобными грувом джента». Сама ЛаПланте определила музыкальный жанр Spiritbox как металкор; однако она также сказала, что «моя главная цель в этой группе — изменчивость».
Группа объединяет электронные элементы, такие как сэмплы и запрограммированные ударные, в свое звучание как отличительные характеристики, как часть музыкального жанра, развивающегося благодаря художественному использованию новых технологий. Guitar World написали, что Spiritbox «успешно овладели искусством метала с цифровым наполнением», «при этом полностью сохранив свой собственный звук». Цифровой синтезатор появился как особый звуковой аспект группы. Spiritbox объединили электронные стили, черпая вдохновение из поп-музыки 1980-х годов, Nine Inch Nails и ранних постпанк-групп, таких как The Cure. Группа признала, что влияние дарк-рока и поп-групп 1980-х, воплощенное в лаконичных музыкальных композициях через синтезаторный минимализм в «воздушных» структурах песен, вдохновило Spiritbox и послужило основой для их работы.
По словам Spiritbox, Alexisonfire и Protest the Hero оказали влияние на их раннюю музыку. Группа называла Depeche Mode и Tears for Fears особенно значительным влиянием. Стиль игры на гитаре Стрингера был назван «пик-слайдом в стиле Gojira». ЛаПланте упоминала Tesseract, Deftones, Кейт Буш, и Tool как оказавшие влияние; и упомянула, что Meshuggah был ее «флагманом» в метале. Она также выразила восхищение Gojira, Бьорк, Бейонсе, и FKA twigs.
Первый опыт ЛаПланте с гроулингом произошел во время прослушивания Cannibal Corpse в возрасте пяти лет, что переросло в заметный интерес к экстремальному вокалу в раннем подростковом возрасте, когда она слушала ню-метал. В возрасте восемнадцати лет ЛаПланте впервые записала свой скриминг-вокал во время брейкдауна песни, написанной ее братом. Она сказала, что необходимо раздвинуть границы жанра металкор, привнеся современность и разнообразие вокальных стилей, чтобы оставаться актуальными. Ее вокальная фразировка, основанная на ее музыкальном самовыражении, в первую очередь уходящая корнями в современный R&B, станет отличительной чертой; она упомянула Doja Cat, H.E.R., SZA и The Weeknd, оказавшие влияние. Пение ЛаПланте получило признание музыкальных критиков. Макс Морин из Metal Injection назвал ее «одной из лучших вокалисток современной метал-сцены». Сэм Коар из Kerrang! подчеркивает ее вокальное исполнение, говоря, что «немногие фронтмены справляются с переходом от чистого вокала к экстремальному с мастерством, глубиной и свирепостью Кортни ЛаПланте».

## Туры
Группа отправилась в свой первый тур в феврале 2020 года, сопровождая After the Burial в Европе, хотя на полпути он был отменен из-за пандемии COVID-19. Их второй тур в июле 2021 года в поддержку Limp Bizkit в США также был отменен после нескольких концертов из-за проблем с безопасностью, связанных с пандемией. Этот прерванный тур с Limp Bizkit привел группу ко многим неожиданным расходам. Вокалист Shinedown Брент Смит предложил Spiritbox 10 000 долларов, чтобы помочь покрыть потерянные расходы на тур, в то время как We Came as Romans решили не брать плату за пакет освещения, который группа арендовала у них. Смит сказал: "Я чувствовал себя ужасно из-за того, что произошло, и я бы не хотел, чтобы эта группа не смогла продолжать из-за этого, и я просто хочу внести свой вклад". В октябре 2021 года Spiritbox выступили в круизе S.S. Neverender под хедлайнером Coheed и Cambria, спродюсированном партнером Norwegian Cruise Line Sixthman. В августе 2021 года Spiritbox была объявлена одной из групп поддержки в туре Underoath's Voyeurist tour, наряду с Bad Omens и Stray From The Path, в 2022 году.
В декабре 2023 года Korn объявили о туре по Великобритании, в котором Spiritbox выступил в качестве гостя; они отыграют вместе три концерта в августе 2024 года. В следующем месяце стало известно, что группа была в студии звукозаписи с Джорданом Фишем, клавишником, который недавно покинул Bring Me the Horizon. Бывший басист Билл Крук умер в июле 2024 года.
Spiritbox отправится в тур по Европе в качестве хедлайнеров в феврале 2025 года.

## Состав
Текущий состав
- Кортни ЛаПланте — чистый и экстремальный вокал (2016—настоящее время)
- Майк Стрингер — гитара (2016—настоящее время)
- Зев Розенберг — ударные (2020—настоящее время)
- Джош Гилберт — бас-гитара, бэк-вокал (2023—настоящее время; на концертах с 2022)

Бывшие участники
- Райан Лёрке — ударные (2018—2020)
- Билл Крук — бас-гитара (2018—2022) (умер в 2024)

Бывшие сессионные участники
- Майки Монтгомери — ударные (2017)

## Дискография
| Студийные альбомы - Eternal Blue (2021) - Tsunami Sea (2025) Мини-альбомы - Spiritbox (2017) - Singles Collection (2019) - Rotoscope (2022) - The Fear of Fear (2023) Синглы - «The Beauty of Suffering» (2017) - «Perennial» (2018) - «Electric Cross» (2018) - «Trust Fall» (2018) - «Belcarra» (2019) - «Bleach Bath» (2019) - «Rule of Nines» (2019) - «Blessed Be» (2020) - «Holy Roller» (2020) - «Constance» (2020) - «Circle With Me» (2021) - «Secret Garden» (2021) - «Hurt You» (2021) - «The Void» (2023) - «Jaded» (2023) - «Cellar Door» (2023) - «Soft Spine» (2024) - «Perfect Soul» (2024) - «No Loss, No Love» (2025) - «Crystal Roses» (2025) | Видеоклипы - «Perennial» (2018) - «Electric Cross» (2018) - «Belcarra» (2019) - «Bleach Bath» (2019) - «Rule of Nines» (2019) - «Blessed Be» (2020) - «Holy Roller» (2020) - «Holy Roller» совместно с Рё Киношита (2020) - «Constance» (2020) - «Circle With Me» (2021) - «Secret Garden» (2021) - «Hurt You» (2021) - «Rotoscope» (2022) - «Jaded» (2023) - «Cellar Door» (2023) - «Ultraviolet» (2023) - «Angel Eyes» (2023) - «Too Close / Too Late» (2023) - «Soft Spine» (2024) - «Perfect Soul» (2024) - «No Loss, No Love» (2025) |

## Награды и номинации

### Награды за тяжелую музыку

#### Премия Heavy Music Awards
Это ежегодная церемония награждения, проводимая в партнерстве с Amazon Music и Ticketmaster.
| Год  | Номинируемая работа | Категория                             | Результат | Ref.   |
| ---- | ------------------- | ------------------------------------- | --------- | ------ |
| 2021 | Spiritbox           | Лучшая международная прорывная группа | Победа    | [ 62 ] |

#### Премия Juno
| Год  | Номинируемая работа | Категория                             | Результат | Ref.   |
| ---- | ------------------- | ------------------------------------- | --------- | ------ |
| 2022 | Spiritbox           | Прорывная группа года                 | Номинация | [ 63 ] |
| 2022 | Eternal Blue        | Альбом года в жанре Метал/Хард Музыки | Номинация | [ 63 ] |